# Cubanopyllus inconspicuus
Genre
Espèce
Synonymes
- Litopyllus inconspicuus Bryant, 1940

Cubanopyllus inconspicuus, unique représentant du genre Cubanopyllus, est une espèce d'araignées aranéomorphes de la famille des Gnaphosidae.

## Distribution
Cette espèce est endémique de Cuba. Elle se rencontre dans les provinces de Cienfuegos et de Las Tunas.

## Habitat
Elles s'observent sous des pierres sur la côte.

## Description
La femelle holotype mesure 3,5 mm.
Le mâle décrit par Alayón et Platnick en 1993 mesure 2,86 mm.

## Publications originales
- Bryant, 1940 : Cuban spiders in the Museum of Comparative Zoology. Bulletin of the Museum of Comparative Zoology, vol. 86, no 7, p. 247-554 (texte intégral).
- Alayón & Platnick, 1993 : A review of the Cuban ground spiders of the family Gnaphosidae (Araneae, Gnaphosoidea). American Museum novitates, no 3062, p. 1-9 (texte intégral).